# Bande noire (peinture)

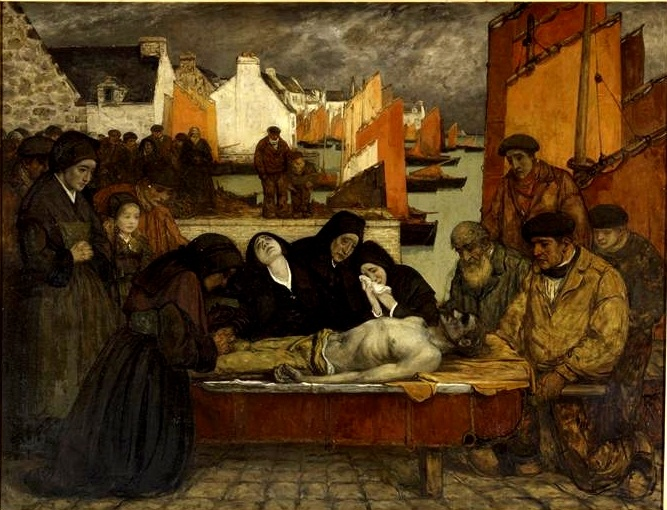
Charles Cottet, sans titre (musée d'Orsay)

Les « peintres de la Bande noire » regroupe des artistes qui, autour de 1900, rejettent les teintes claires des post-impressionnistes alors à la mode.

## Description
Par l’expression peintres de la Bande noire, la critique artistique désigne un groupe de cinq artistes qui se recommandent de Gustave Courbet et de la veine réaliste, et qui utilisent des couleurs sombres pour exprimer une forme de mélancolie, la rigueur et la crudité de la vie quotidienne. Leur peinture est une forme de réaction contre les tableaux très colorés de l'école de Pont-Aven. La Bande noire réunit :
- Charles Cottet (1863-1925). Il s’intéresse d’abord à la Bretagne et à ses marins (l'Enterrement breton, 1895, musée de Lille) avant de se tourner vers l’Espagne, l’Orient et l’Égypte. Ses tableaux, très sombres, portent souvent sur des thèmes macabres comme des veillées funèbres d'enfants, des portraits de veuves, des scènes d'enterrement, etc. avec une prédilection pour les habitants d'Ouessant.
- Emile-René Ménard (1862-1930), peintre de paysages bucoliques et de scènes antiques (L'Âge d'or, 1909, Paris).
- André Dauchez (1870-1948), beau-frère de Lucien Simon, peintre et graveur a consacré son œuvre à la Bretagne bretonnante, principalement à des paysages d'estuaires et de marée basse et a aussi peint quelques scènes tirées de la vie quotidienne bretonne (Les Brûleurs de goémon, 1898, musée de Moulins).
- René-Xavier Prinet (1861-1946).
- Lucien Simon (1861-1945).

Sans être membres du groupe, d'autres peintres en sont proches :
- Edmond Aman-Jean, (1858-1936), ami du poète Verlaine. Il peint souvent des portraits de femmes rêveuses.
- Jean-Louis Boussingault
- André Dunoyer de Segonzac
- George Desvallières (1861-1950)
- Georges Griveau
- Robert Lotiron
- Luc-Albert Moreau

Enseignant pour la plupart à l'Académie de la Palette, les peintres de la Bande noire influencent des peintres étrangers comme l’anglais Frank Brangwyn ou l’espagnol Ignacio Zuloaga (1870-1945).